# Aleidis Dierick
Aleidis Dierick, geboren als Aleidis Verbruggen (Borgerhout, 27 juli 1932 – Mere, 17 oktober 2022) was een Belgisch dichter.

## Biografie
Dierick was een dochter van Ida de Bois en Renaat Verbruggen. Haar vader was tijdens de Tweede Wereldoorlog o.a. gouwcommandant van de Dietsche Militie - Zwarte Brigade en later ook verbindingsofficier van het Vlaamsch Nationaal Verbond met het Nationalsozialistisches Kraftfahrkorps. Hij werd in 1946 bij verstek ter dood veroordeeld wegens deze collaboratie met het Nazi-regime. Het gezin vluchtte na de oorlog daarom naar Ierland, waar ze opgroeide. Ze trouwde er in 1953 met Roel Dierick. Ze kregen zeven kinderen.
Pas na haar terugkeer naar België begon ze in de jaren zestig te studeren en autodidactisch te dichten. In 1975 kreeg ze de prijs van de gemeente Deurle voor haar gedicht 'Vrouw zijn'. Haar eerste dichtbundel Een zomer voorzien werd gepubliceerd in 1977. Er zijn vijftien dichtbundels van Dierick uitgegeven. Haar gedichten werden ook gepubliceerd in Dietsche Warande en Belfort, Deus Ex Machina, Vlaanderen Kunsttijdschrift en Yang. In 2005 verscheen een bloemlezing uit haar werk met de titel Al die zalige zomers. 
Arie Boomsma stelde in 2013 een poëziebundel samen, getiteld Waarom ben je niet bij mij?, waarin hij onder meer een gedicht van Dierick opnam. Hij droeg dat gedicht op 26 september 2013 voor in het televisieprogramma De Wereld Draait Door.
Dierick overleed op 90-jarige leeftijd. Haar rouwbrief vermeldt haar lidmaatschap van verenigingen zoals de Verdinaso - Joris Van Severen stichting, de Vlaamse Volksbeweging, het Vlaams Belang, Voorpost, het Sint-Maartensfonds, het Bormsfonds-Broederband, de Vereniging van Vlaamse Letterkundigen, voornamelijk organisaties die binnen het naoorlogse Vlaams-Nationalisme de sentimenten van weleer koesteren.

## Bundels
- Een zomer voorzien (1977)
- Gedichten voor een man (1978)
- Blauwdruk voor een vriendschap (1981)
- Tortels in het trappenhuis (1982)
- Gemini. Het jongetje in juni (1983)
- Een engel komt blootsvoets (1984)
- Het land van de vijand (1989)
- Veertien tinten blauw (1991)

- Het vrijgeleide (2001)
- De schuldeloze man: een tijdsbeeld (2005)
- Al die zalige zomers (2005), bloemlezing
- De onbeantwoorde brieven (2009)
- De ontwapende man. Ireland revisited (2012)
- De kerselaar. Dagboek van een minnares. Een gedicht. (2015)
- Het gewapende kind (2020)

- Digitale Bibliotheek voor de Nederlandse Letteren: dier002
- Gemeinsame Normdatei: 136365450
- International Standard Name Identifier: 0000 0001 0951 193X
- Library of Congress Control Number: n84026799
- Nederlandse Thesaurus van Auteursnamen: 068909969
- Système universitaire de documentation: 132792125
- Virtual International Authority File: 6326158
- WorldCat: E39PBJkxMtgvyJgCmfr4DmkFKd